# 巴基斯坦星空航空
巴基斯坦星空航空（Star Air Aviation）是一家总部设在巴基斯坦卡拉奇的货运航空公司。该航空公司运营通往包括拉合尔、伊斯兰堡和白沙瓦等地的线路。巴基斯坦星空航空拥有一支规模庞大的机场地勤，以提供商业、企业或私有航空公司运营飞往巴基斯坦的航线。巴基斯坦星空航空成立于2000年。